# Dommage (chanson)
Singles de Bigflo et Oli
Personne
(2017) Salope !
(2017)
Dommage est un single du duo de rap français Bigflo et Oli sorti en septembre 2017, issu de leur deuxième album La Vraie Vie. Il est co-composé par Bigflo et Oli, ainsi que par le chanteur belge Stromae.

## Histoire
La chanson Dommage parle de quatre personnages, ayant chacun un couplet sur leur histoire. Le premier couplet, chanté par Bigflo, parle de Louis, un jeune homme timide, qui n'ose pas avouer son amour à une femme qu'il croise tous les jours dans le bus, avant de ne plus jamais la revoir. Le deuxième couplet, chanté par Oli, raconte l'histoire de Yasmine, une femme qui avait pour rêve de devenir chanteuse, mais qui à cause de son père qui ne l'a pas encouragé a fini comme ouvrière dans une usine. Le troisième couplet, chanté par Bigflo, est sur Diego, qui préfère rester chez lui, au lieu d'aller en soirée et de trouver l'amour de sa vie. Le quatrième couplet, chanté par Oli, évoque Pauline, une femme battue par son mari, qui n'ose pas casser son couple et qui finit par mourir sous ses coups.
La chanson regroupe ces quatre personnages par cette phrase qu'on pourrait qualifier de morale de la chanson : « Vaut mieux vivre avec des remords qu'avec des regrets », répétée quatre fois à la fin du morceau.

## Clip et notoriété
Dans le clip vidéo, Louis est joué par Panayotis Pascot, Diego par Samy Seghir, tandis que Pauline est jouée par Pascale Arbillot. Le clip, sorti le 8 septembre 2017, est réalisé par Benoît Pétré.
En moins de 24 heures, le clip franchit le million de vues sur YouTube, ce qui représente un record pour les deux rappeurs toulousains. Il devient même numéro un des tendances YouTube en France. Fin octobre, leur chanson devient la vidéo la plus vue de leur chaîne YouTube.
Le single, trois mois après sa sortie, est certifié single de platine, avec l'équivalent de plus de 20 000 000 de streams. Fin février 2018, la vidéo dépasse le cap des 100 millions de vues. Début juin 2018, la vidéo se classe dans le top 35 des vidéos musicales francophones ayant été les plus visionnées sur YouTube.

## Classement
| Classement (2017)   | Meilleure position |
| ------------------- | ------------------ |
| France              | 4                  |
| Suisse              | 88                 |
| Belgique (Wallonie) | 46                 |

## Certification
| Pays   | Organisme | Certification | Seuil                            |
| ------ | --------- | ------------- | -------------------------------- |
| France | SNEP      | Diamant       | 35 millions d'équivalent streams |

## Distinctions
Dommage est, lors des 33e cérémonie des Victoires de la musique de février 2018, récompensée de la Victoire de la chanson originale de l'année. Elle est interprétée sur scène avec une chorale repérée sur Internet par les deux rappeurs.